# Erland Brand

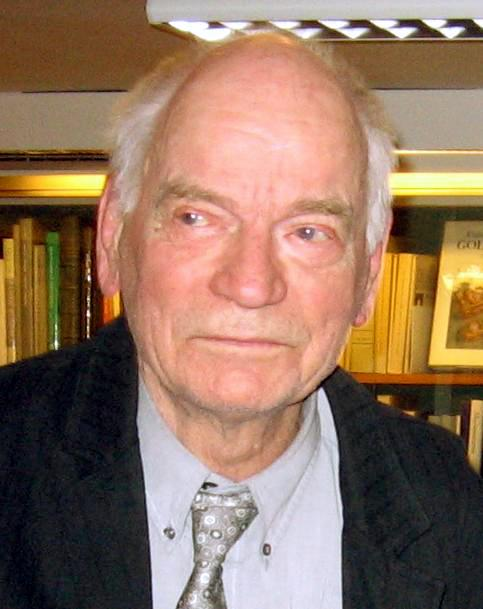
Brand in Stockholm am 7. Februar 2009

Erland Brand (* 5. Oktober 1922 in Arvika, Schweden; † 17. Oktober 2020 in Göteborg) war ein schwedischer Maler und Grafiker. Er lebte und arbeitete in Göteborg.

## Biografie
Brand hat an der Göteborger Kunsthochschule Valand studiert und anschließend dort drei Jahre als Dozent gelehrt. Charakteristisch für seine Arbeiten ist der Einbau von teilweise verzerrten Selbstporträts. Während seine frühen Arbeiten oft Holzschnitte oder Linoliumdrucke sind, oft mit komplexen Wolkenmotiven, finden sich in den späteren Werken Aquarelle, Collagen und Kompositarbeiten, so zum Beispiel in der Serie 'Alfabet' von 2001, in der Aquarelle und Collagen in Holzkästen eingebaut wurden, die mit einer Plexiglasscheibe verschlossen wurden.
Seine Werke wurden von namhaften skandinavischen Museen erworben, u. a. vom Schwedischen Nationalmuseum in Stockholm, vom Museum für Moderne Kunst in Stockholm, vom Kunstmuseum Göteborg, vom Skissernas museum (Museum der Skizzen) in Lund, vom Kunstmuseum in Borås, vom Sundsvalls Museum in Sundsvall, vom Nordischen Aquarellmuseum in Skärhamn und vom Grafikhaus in Mariefred.

## Ausstellungen
- Galerie Blanche, Stockholm, 1958
- Kunstakademie, Stockholm, 1964
- Galerie 69, Göteborg, 1972
- Galerie Doktor Glas, Stockholm, 1980
- Kunsthalle, Arvika, 1984
- Waldemarsudde, Stockholm, 1985/1986
- Galerie Axlund, Stockholm, 1990
- Retrospektive in der Stockholmer Kunstakademie und im Kunstmuseum Göteborg, 1995
- Sundsvalls Museum, 1997
- Rackstad Museum, Arvika, 1999 (zusammen mit Liss Eriksson),
- Museum für Moderne Kunst, Stockholm, 2000
- Kunstakademie (Galleri Öst), Stockholm und Galerie Cupido, Stockholm, 2001
- Kunstakademie, Stockholm, 2011
- Kunsthalle, Göteborg, 2014
- Värmlands Museum, Karlstad, 2016
- Galerie Hammaren, Göteborg, 2019

## Veröffentlichungen
- Erland Brand: Bland kronor, slingor och fjädrar (1974)
- Erland Brand: Huvuden som övergår i landskap. Rönnells Antikvariat, Stockholm 2009, ISBN 978-91-977955-1-7